# Agnieszka Gorgoń-Komor
Agnieszka Aleksandra Gorgoń-Komor z domu Gorgoń (ur. 10 czerwca 1970 w Czechowicach-Dziedzicach) – polska lekarka, kardiolog, działaczka samorządowa, społeczna i polityczna, senator X i XI kadencji.

## Życiorys
Córka Zbigniewa i Czesławy. Ukończyła studia na Wydziale Lekarskim Collegium Medicum Uniwersytetu Jagiellońskiego w Krakowie. Specjalizowała się w zakresie chorób wewnętrznych oraz kardiologii. Została też absolwentką Podyplomowej Szkoły Medycyny Estetycznej w Warszawie. Została starszym asystentem na oddziale kardiologii w szpitalu wojewódzkim, następnie zastępczynią ordynatora oddziału kardiologii Beskidzkiego Centrum Onkologii w szpitalu miejskim. Podjęła też prywatną praktykę jako kardiolog oraz lekarz medycyny estetycznej.
Współorganizowała „białe soboty” i „białe niedziele”, akcje społeczne na rzecz profilaktycznego rozpoznania chorób układu krążenia oraz chorób cywilizacyjnych. Była współorganizatorką Beskidzkiego Dnia Serca oraz autorką projektu „Akademia Lekarza Rodzinnego”. Pełniła funkcję zastępczyni sekretarza okręgowej rady lekarskiej, w 2013 została koordynatorką ośrodka kształcenia Beskidzkiej Izby Lekarskiej. Związana także z Kongresem Kobiet Podbeskidzia.
Działaczka Platformy Obywatelskiej. W wyborach samorządowych w 2014 została wybrana na radną Bielska-Białej (dostała 759 głosów). W wyborach w 2018 z powodzeniem ubiegała się o reelekcję (zdobyła wówczas 2173 głosy).
W wyborach parlamentarnych w 2019 z ramienia Koalicji Obywatelskiej została wybrana do Senatu X kadencji z okręgu wyborczego nr 78, otrzymując 114 113 głosów. W wyborach w 2023 z powodzeniem ubiegała się o reelekcję z wynikiem 127 604 głosy.

## Wyniki wyborcze
| Wybory | Komitet wyborczy  | Komitet wyborczy      | Organ                         | Okręg | Wynik            |
| ------ | ----------------- | --------------------- | ----------------------------- | ----- | ---------------- |
| 2014   |                   | Platforma Obywatelska | Rada Miejska w Bielska-Białej | nr 4  | 759 (6,35%)      |
| 2018   |                   | Koalicja Obywatelska  | Rada Miejska w Bielska-Białej | nr 4  | 2137 (14,34%)    |
| 2019   |                   | Koalicja Obywatelska  | Senat X kadencji              | nr 78 | 114 113 (51,09%) |
| 2023   | Senat XI kadencji | Koalicja Obywatelska  | 127 604 (49,45%)              | nr 78 |                  |